# ナシオナル銀行
ナシオナル銀行（Banco Nacional S/A）は、ブラジルにかつて存在した銀行である。1995年に同国のウニバンコ（現：イタウ・ウニバンコ）に吸収され消滅した。

## 歴史
1940年代当時ブラジル最大の銀行だったバンコ・ダ・ラヴォウラ（Banco da Lavoura）において、当時34歳で同行の支配人であった銀行家ジョセ・ヂ・マガリャンイス・ピント（José de Magalhães Pinto）によって、1944年にミナスジェライス州ベロオリゾンテで設立された。当初の名称は「バンコ・ナシオナル・ヂ・ミナスジェライス（Banco Nacional de Minas Gerais, ナシオナル銀行ミナスジェライス）」としていた。
翌1945年にブラジルの政党である国民民主連合（UDN）の創設メンバーとなったピントは、1946年からは主にミルトン・カンポス州知事（在任：1947年 - 1951年）の下で州の財務を担当し、1961年には自らが州知事に当選した（在任：1961 - 1966年）。
この時期、当行はミナスジェライス州と州境を接し南に位置するリオデジャネイロ州を中心に業務を拡大し、ブラジル最大の銀行のひとつとみなされるまでになった。
1964年の軍事クーデターにより、ジョアン・グラール大統領が失脚し軍事政権が樹立されると、ピントは軍事政権下において一時期外務大臣（在任：1967年 - 1969年）を務めていたが、それ以前からピントが水面下で社会科学研究所（IPES、事実上CIAの末端組織）を援助するなどして軍部の反乱勢力を側面から支援していたため、クーデター後に財産が大幅に増したピントは、他行6行を併呑した結果、当初のナシオナル銀行を中心として、1972年に「ナシオナル銀行 S/A（Banco Nacional S/A）」が誕生した。
その後も大手銀行としての地位を保つが、1980年代にピントが脳卒中を患ったことにより政界を引退し、同年にブラジルが軍政から民政に移行すると、当銀行が背景としていた政治的影響力も急速に失われ、1994年にはブラジル中央銀行による金融再編計画である「再構築促進プログラム」（PROER）の対象となり、1995年に同国のウニバンコ（現：イタウ・ウニバンコ）に吸収され消滅した。

## 広告主として

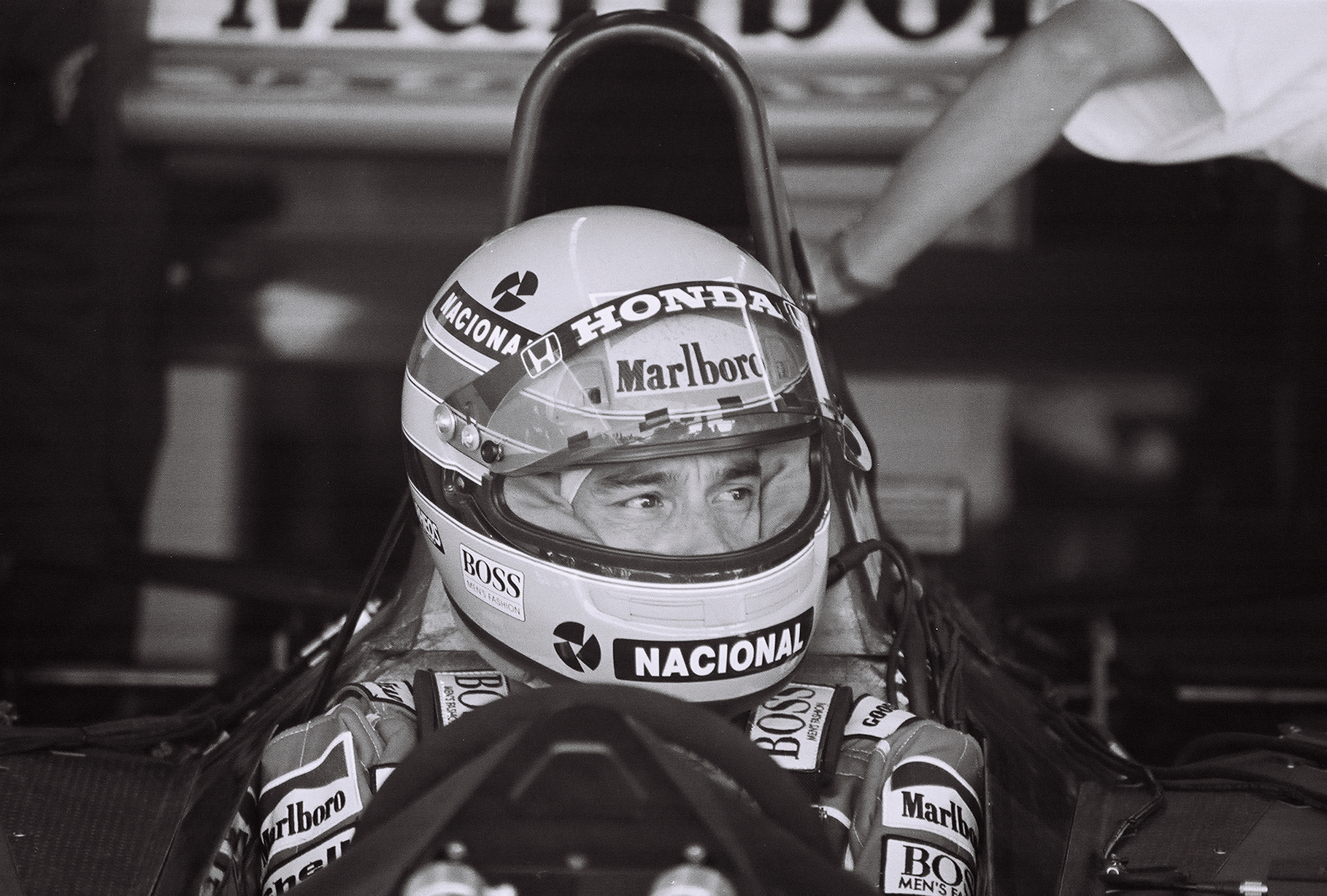
アイルトン・セナ

広告主としてはブラジルの広告史に残る存在である。国内ではニュース番組「ジョルナル・ナシオナル（Jornal Nacional）」放送開始当時のスポンサーとして、国内外においてはF1ドライバー、アイルトン・セナのスポンサーとして知られる。

### ジョルナル・ナシオナル
ジョルナル・ナシオナルは、同国最大のテレビ局であり当時リオデジャネイロ市に本拠を置いたTVグローボによって放送されているニュース番組で、同番組が放送を開始した1969年9月当時、ナシオナル銀行はその最初のスポンサーとなった。TVグローボは当銀行への配慮から番組名にナシオナル（Nacional）の文字を入れ、今日、同番組は同局の看板ニュース番組であるばかりでなく、ブラジルを代表する「国民的」ニュース番組ともなっている。
しかしながら、同番組があまりにも有名であるため、歴史を経た今日では、一企業に過ぎないナシオナル銀行と同番組との関係を知らないブラジル人も多い。

### アイルトン・セナ
F1レーサーであるアイルトン・セナへのスポンサーはセナのカート時代から始まり、結果大銀行といっても基本的にはブラジル国内のみで営業しているに過ぎない当銀行の名を世界的なものとした。
ナシオナル銀行からセナへの資金提供は決して莫大なものではなかったが、セナはマクラーレンやウィリアムズといったF1のトップチームに対しても、「NACIONAL」の文字とロゴマークのためにレーシングスーツとヘルメットの目立つ部分を用意させた。セナが常に被っていた「NACIONAL」の文字とロゴがついた帽子は特に有名であり、セナのパーソナルグッズとして認知され、日本のレーシンググッズ販売ショップ等でも見かけることがある。セナが亡くなり、ナシオナル銀行も既に存在しなくなった今日に至っても、その帽子はレースイベントやサーキットでたびたび目にすることがある。